# 週刊レディオSEED DESTINY
『週刊レディオSEED DESTINY』（しゅうかんレディオシードデスティニー）は、1314 V-STATION（ラジオ大阪）の製作により、『機動戦士ガンダムSEED DESTINY』のシン・アスカ役・鈴村健一と、2週間交代のウィークリーパーソナリティが司会を務めたラジオ番組。『週刊レディオSEED』に続くラジオ番組として放送された。

## 番組概要
- 2004年10月から2005年10月までラジオ大阪では毎週日曜 23:30～24:00で放送。
- 文化放送は、2005年3月までは毎週日曜21:00～21:30、それ以降は毎週金曜26:00～26:30で放送（金曜移転後は大阪より5日遅れ）。
- ラジオ福島では、2004年10月から翌年4月まではラジオ大阪と同じ時間帯だったが、それ以降は毎週月曜21:30～22:00に移動したため、1日遅れで放送された。
- 静岡放送では、2004年10月から翌年3月まで毎週土曜 21:00～21:30で放送。ただし、本体の『SEED DESTINY』が1週遅れの放送だったため、本番組も他局より1週遅れでの放送だった。10月23日放送は新潟県中越地震発生による報道特別番組のため休止となり、10月30日放送は2週遅れに。これを是正するため、翌週は11月5日金曜と翌6日土曜に2日連続で放送した。プロ野球中継により放送枠を確保出来なくなったために放送4局中唯一3月で打ち切りとなった。
  - なお、これには後日談があり、当初は4月2日放送の第25回で終了予定だったが、その日放送の巨人対広島戦の中継が21:00を過ぎてしまい「『週刊レディオ、シードデスティニー』の時間ですが、このまま野球中継を続けさせていただきます。なお『週刊レディオ、シードデスティニー』は本日をもって終了させて頂きます」という静岡放送の女性アナウンサーによる告知（どのアナウンサーが告知したかについては不明）のみで、振り替え放送も行われず、結果として第25回の放送が“お蔵入り”になるかたちでの『終了』となった。
- ラジオ福島・静岡放送ではスポンサー無しでの放送だったため、1分間のCM枠を音楽に差替えて放送していた。

## コーナー
- DESTINYの囁き（初回～）
- DESTINYと書いてなんと読む？（初回～）
- インパルスいきます！（初回～）
- デスティニーガンダムの隠された機能（後半～）
- あたかも最終回（後半～）

## ウィークリーパーソナリティ
- 第1回：なし
- 第2、3回：坂本真綾
- 第4、5回：石田彰
- 第6回、7回：諏訪部順一
- 第8回、9回：桑島法子
- 第10回：森田成一
- 第11、12回：西川貴教
- 第13回：森田成一
- 第14、15回：進藤尚美
- 第16、17回：折笠富美子
- 第18、19回：関俊彦
- 第20、21回：杉田智和、小田久史
- 第22、23回：置鮎龍太郎
- 第24回：石田彰、進藤尚美
- 第25回：置鮎龍太郎、笹沼晃
- 第26、27回：保志総一朗
- 第28、29回：森田成一
- 第30、31回：桑島法子
- 第32、33回：子安武人
- 第34、35回：豊口めぐみ
- 第36、37回：高橋広樹
- 第38、39回：坂本真綾
- 第40、41回：小山茉美
- 第42、43回：進藤尚美
- 第44、45回：関俊彦
- 第46、47回：石田彰
- 第48、49回：田中理恵
- 第50、51回：保志総一朗
- 第52回（最終回）：保志総一朗、石田彰

| ラジオ大阪 日曜23時台後半         | ラジオ大阪 日曜23時台後半 | ラジオ大阪 日曜23時台後半                                        |
| 前番組                            | 番組名                    | 次番組                                                           |
| --------------------------------- | ------------------------- | ---------------------------------------------------------------- |
| 飯塚雅弓のMEGA-TONスマイル        | 週刊レディオSEED DESTINY  | スクラン☆お茶会!                                                 |
| 文化放送 日曜21:00～21:30枠       |                           |                                                                  |
| 小倉優子の ウキウキ♥りんこだプー! | 週刊レディオSEED DESTINY  | 単発特番 ↓ 寺田恵子のRock'nルージュ                              |
| 文化放送 金曜日26:00〜26:30       |                           |                                                                  |
| 大河ラジオだ ブシロード           | 週刊レディオSEED DESTINY  | ～リネージュⅡPresents～中川翔子しょこたん血盟 ↓ 週刊少年ファング |